# Montezuma's Revenge
Montezuma's Revenge es un videojuego para los sistemas: Familia Atari de 8 bits, Atari 2600, Atari 5200, Apple II, ColecoVision, Commodore 64, IBM PC, Sega Master System y ZX Spectrum, creado por Robert Jaeger y publicado en 1984 por Parker Brothers. El título se refiere a una expresión coloquial hispanoamericana que se refiere a un desorden intestinal que se da en México.
Montezuma's Revenge es considerado el primer metroidvania y uno de los primeros juegos de plataforma y acción que combina búsqueda de tesoros, múltiples cuartos y resolución de puzles (pudiendo ser incluso un precedente al afamado juego de Nintendo Super Mario Bros.). El jugador maneja al personaje llamado Panama Joe, que se mueve de cuarto en cuarto en un laberinto subterráneo del emperador Montezuma II en el siglo XVI, eliminando enemigos, sorteando obstáculos y trampas. El objetivo es ganar puntos al recoger las joyas que se encuentran en los cuartos, hasta llegar al final de cada nivel, representado por una inmensa bóveda de tesoros. Para ello, Panama Joe debe encontrar llaves para abrir puertas, coleccionar y usar equipamiento como antorchas, espadas, amuletos, etc. (pudiendo llevar hasta 5 ítems en su inventario) pero sin perder sus vidas. Los obstáculos pueden ser puertas laser, correas transportadoras, pisos falsos y hoyos con fuego. El movimiento puede ser saltar, correr, y bajar y subir escaleras. Los enemigos son calaveras, serpientes y arañas.
El final del juego es descrito por el siguiente extracto del manual original, traducido al español:

Si PANAMA JOE busca en todas la cámaras de la fortaleza, entonces se encontrará con la última meta: La Cámara del Tesoro. ¡Esta contiene el fabuloso tesoro del emperador Montezuma! Para entrar a la cámara final, el temerario PANAMA JOE ¡debe entrar a la oscuridad! Una vez adentro, encontrará muchos joyas preciosas que estarán esperándolo. En solo unos segundos, PANAMA JOE debe saltar a través de cadenas intentando coleccionar tantas joyas como sean posible. ¡Pero cuidado! si PANAMA JOE se le escapa una joya y se equivoca al saltar, inmediatamente saltará al siguiente nivel de dificultad y perderá la oportunidad de coleccionar mas joyas. Cuando se acabe el tiempo, automáticamente pasarás al siguiente nivel de dificultad.

El juego fue un tremendo impacto en la época. Es considerado muy adictivo, un gran desafío considerando las gráficas primitivas de la época en 2D. Un nuevo juego 3D de última generación ha sido desarrollado por Utopia Technologies, llamado Montezuma's Return, el cual salió con el mismo título pero en una versión 2D para la Game Boy Color.